# Mława (stacja kolejowa)
Mława – stacja kolejowa w Mławie, w województwie mazowieckim, w Polsce. Według klasyfikacji PKP ma kategorię dworca lokalnego. Obsługuje pociągi lokalne. Od 15 grudnia 2024 ruch pociągów dalekobieżnych został przeniesiony na przystanek Mława Miasto.

## Ruch pasażerski[5]
| Rok  | Wymiana pasażerska na dobę |
| ---- | -------------------------- |
| 2017 | 300-499                    |
| 2018 | 500-699                    |
| 2019 | 500-699                    |
| 2020 | 300-499                    |
| 2021 | 500-699                    |
| 2022 | 700-999                    |
| 2023 | 1100                       |
| 2024 | 1200                       |

## Modernizacja
W 2015 roku Warmińskie Przedsiębiorstwo Budowlane wybudowało w Mławie dworzec systemowy, który został otwarty 14 października 2015. Nadano mu imię dr Anny Tomaszewicz-Dobrskiej.
Do stacji można dojechać autobusem Mławskiej Komunikacji Miejskiej (linie nr 1, 2, 3 i 4), wysiadając na przystanku Dworcowa: Dworzec Kolejowy.

## Historia
Stacja została oddana do użytku 17 sierpnia 1877 roku. Była to końcowa stacja Kolei Nadwiślańskiej. Stacja łączyła drogi kolejowe o różnej szerokości torów. Cały kompleks został zbudowany na terenie Woli Łomskiej w odległości ponad trzech kilometrów od miasta.
Stacja miała długość około półtora kilometra. Od strony północnej znajdowały się szerokie tory rosyjskie z 34 rozjazdami. Przy drodze do miasta wystawione były mniejsze magazyny służące wyłącznie do przyjmowania towarów miejscowych.

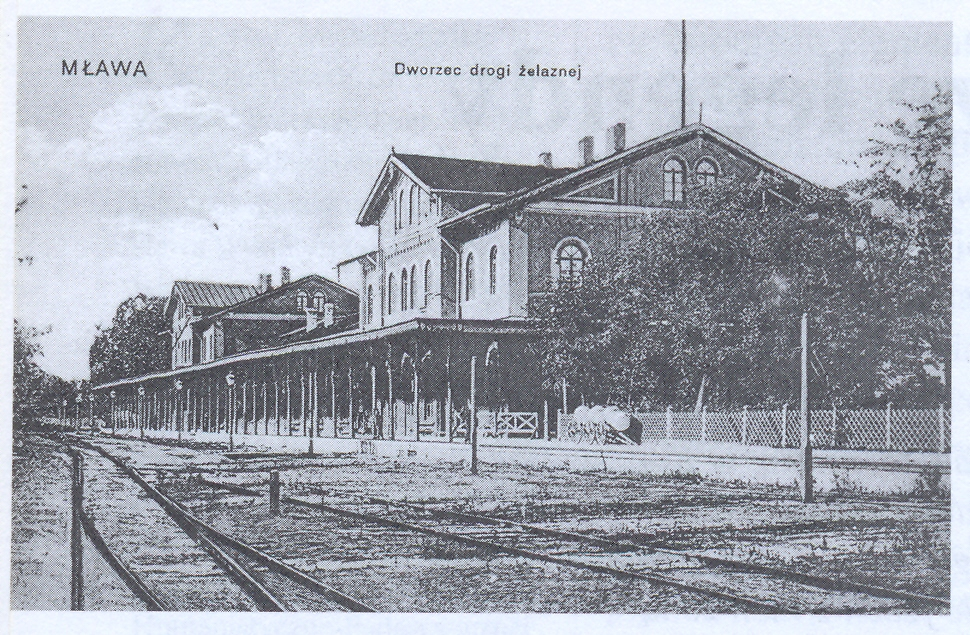
Historyczny budynek dworca - wygląd pierwotny

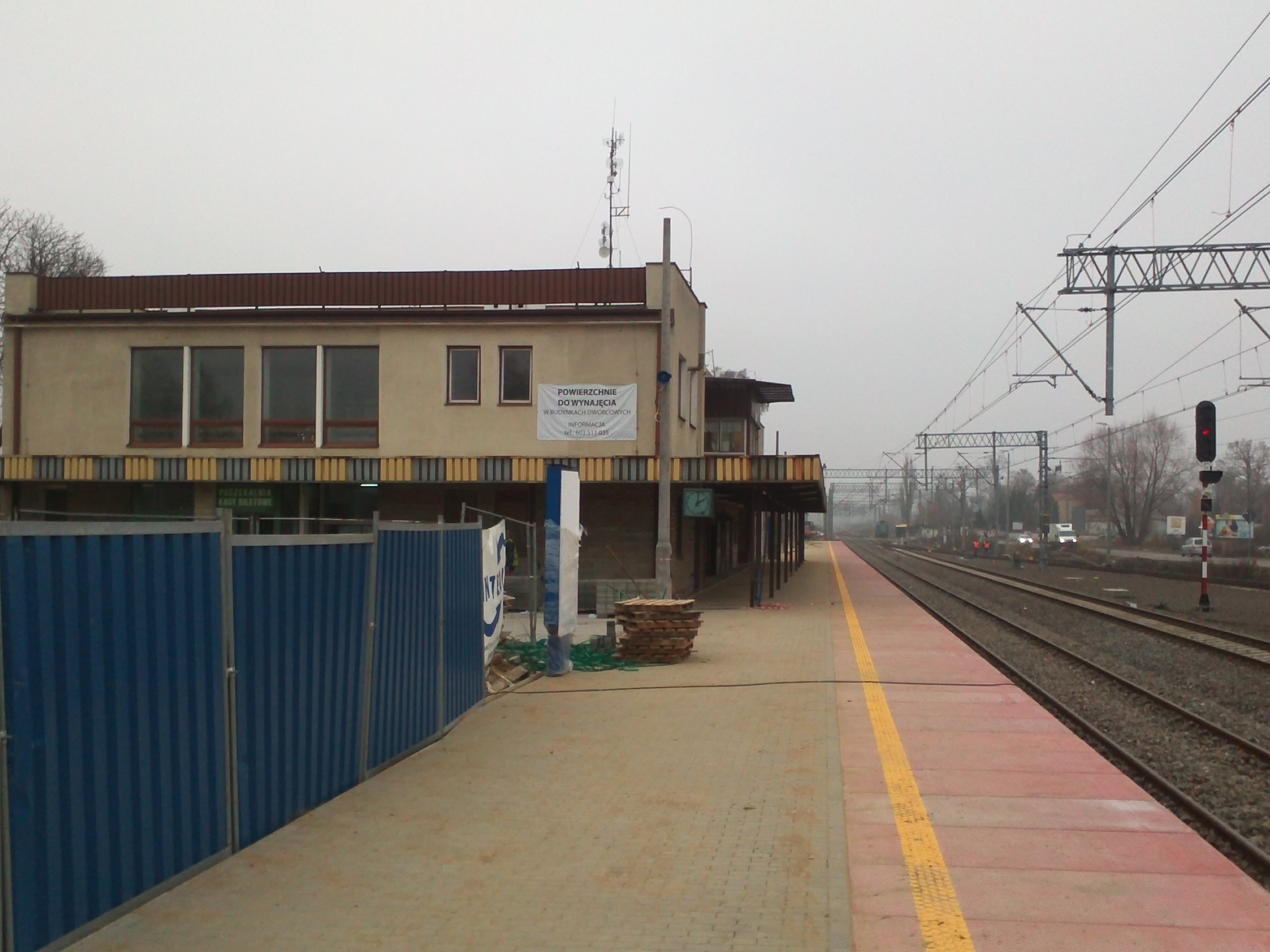
Nieistniejący dwudziestowieczny dworzec

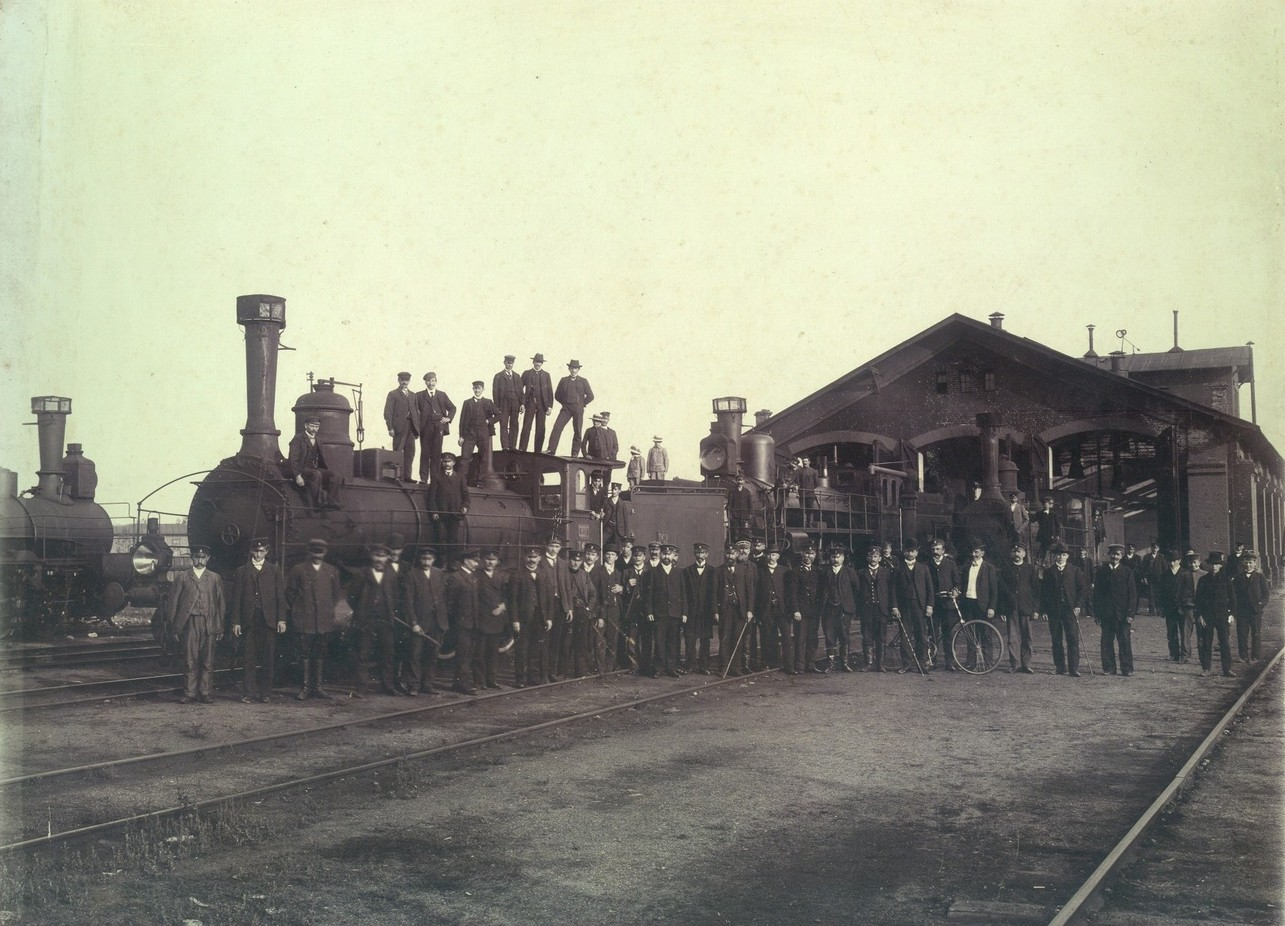
Parowozownia

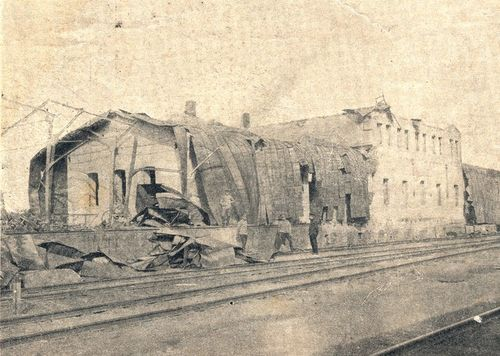
Zabudowania stacji kolejowej wysadzone przez wycofujących się Rosjan podczas I wojny światowej

Na wschodzie znajdowała się parowozownia z trzema torami wjazdowymi, w której mogło się pomieścić sześć parowozów. Obok niej znajdowały się zbiorniki na wodę oraz tarcza obrotowa do przestawiania parowozów.
Od południa były tam tory niemieckie z 16 rozjazdami. Między torami rosyjskimi i niemieckimi znajdował się dworzec i zlokalizowany był na początku stacji, od strony Prus. Budynek dworca zbudowany był z cegły, miał długość 94 metrów i szerokość 15,5 metra. Z wszystkich stron był otoczony krytym peronem. Podjazd do dworca dla podróżnych znajdował się z boku od strony przejazdu kolejowo-drogowego.
We wschodniej części budynku mieściły się sale pasażerskie, kancelarie zawiadowcy stacji, bufet, poczta i telegraf oraz mieszkania właściciela bufetu i zawiadowcy; w zachodniej zaś były biura ekspedycji, agentury handlowej oraz sale komory celnej. Z boku dworca, w kierunku Warszawy, znajdowała się tarcza obrotowa dla parowozów niemieckich, następnie magazyn komory służący do oclenia towarów zagranicznych. Był to budynek dwupiętrowy ogrzewany za pomocą kaloryferów i zaopatrzony w windy przenoszące towary.
Dalej był magazyn Kolei Nadwiślańskiej oraz perony służące do przeładowywania towarów z jednych wagonów na drugie. Oprócz tego zbudowane zostały budynki dla komory oraz dwa drewniane domy mieszkalne. Pierwszy, jednopiętrowy, z biurami na dole i z apartamentami na górze dla dyrektora i jego pomocnika. Drugi budynek to główny gmach mieszkalny dla służby i urzędników, w którym znajdowało się 27 mieszkań, liczących od jednego do sześciu pokoi z kuchnią. Na poddaszu umieszczono zbiornik wody, z którego woda była rozprowadzana do wszystkich kuchni i ustępów obu budynków oraz łaźni, pralni i kranów pożarniczych.
Na zapleczu tych budynków znajdowały się także stajnie, lodownie oraz budynki gospodarcze.
Głównymi przedmiotami eksportu przez mławską komorę celną były zboże, mąka, otręby, kartofle, słonina, drzewo, cukier, nafta, masło, gęsi, raki i jaja; importowano maszyny rolnicze, skóry, śledzie, produkty chemiczne, wyroby galanteryjne, wyroby stalowe, materiały jedwabne oraz wełniane.
Pod koniec XIX wieku powstał ogród spacerowy przy pierwszym budynku komory. W 1901 roku zbudowano budynek naprzeciwko dworca z przeznaczeniem dla szkoły kolejowej, do której uczęszczało 150 dzieci.
29 marca 1902 roku wybuchł na dworcu pożar, którego płomienie spaliły wschodnią część budynku. Zginęły dwie osoby – lokaj bufetowy Florian Medyński i posługacz Marian Witkowski. Ogółem straty wyniosły około 30 tysięcy rubli.
Na początku I wojny światowej stacja kolejowa stała się obiektem ataków Niemców. 29 sierpnia został zestrzelony balon sterowy, który zrzucał bomby na stację. Podczas ostrzału zniszczeniu uległy tylko magazyny.
21 września 1921 o 5.00 rano trzy parowozy prowadzone z Iłowa zderzyły się z czwartym, stojącym na stacji. W katastrofie tej zginęło trzech maszynistów.
Na początku września 1939 roku budynek dworca został ostrzelany przez Niemców i uległ spaleniu.
W okresie okupacji odremontowano tylko zachodnią część dworca, rozbierając jej parterową część wschodnią. Do obecnych czasów z dawnej stacji kolejowej przetrwały tylko dwa murowane budynki komory celnej i jeden drewniany dom mieszkalny przy ul. Dworcowej, wschodnia część parowozowni przy ul. Brukowej oraz jeden magazyn drewniany przy ul. Piłsudskiego.
W 2015 roku oddano do użytku nowy budynek dworca typu IDS.